# Gasela de Speke
La gasela de Speke (Gazella spekei) és l'espècie més petita de gasela. És parcialment simpàtrica amb G. gazella pelzini, estant restringida a la Banya d'Àfrica, on viu a matollars rocallosos, estepes herboses i semideserts. A vegades se l'ha considerat una subespècie de G. gazella, però aquesta idea no és gaire acceptada avui en dia. La greu fragmentació de l'hàbitat que pateix fa que sigui impossible determinar els patrons migratoris o nòmades naturals de G. spekei.